# 王士俊 (嘉靖進士)
王士俊，字伯選，号方南，江西安福縣人，明朝政治人物、同進士出身。

## 生平
嘉靖四年（1525年）乙酉科江西鄉試第七十九名舉人，五年（1526年联捷丙戌科三甲208名進士，升任刑部郎中。嘉靖十三年（1534年），担任泉州府知府。致仕後深居簡出，為鄉人所重。